# IFA H3A
Der IFA H3A ist ein leichter Lkw, der von 1950 bis 1958 im VEB Horch Kraftfahrzeug- und Motorenwerke Zwickau gebaut wurde. Der Dreieinhalbtonner war im damaligen DDR-Fahrzeugbau oberhalb des Phänomen Granit 27 und unterhalb des IFA H6 angesiedelt.

## Geschichte
In der SBZ sah man sich mit der Schwierigkeit konfrontiert, dass kein Hersteller von Dieselmotoren mehr ansässig war. Allerdings konnte 1947 der frühere Chefkonstrukteur der VOMAG für die Motorenentwicklung bei Horch in Zwickau gewonnen werden. Diesem war bekannt, dass bis Kriegsende bei VOMAG noch Konstruktionszeichnungen für eine Einheitsmotoren-Baureihe (EM) von Wirbelkammer-Dieselmotoren mit vier und sechs Zylindern angefertigt wurden. Auf dieser Grundlage kam es nun zu Entwicklung und Bau der Motoren EM 4 und EM 6. Ersterer ging 1950 im Horch-Werk in Serie. Der Lkw H3A selbst wurde ab März 1948 in Zwickau entwickelt. 
Die Serienproduktion begann 1950, die ersten Fahrzeuge trugen dennoch das Horch-Emblem. Der H3A war der erste in der DDR entwickelte Lkw. Das wesentliche Unterscheidungsmerkmal zum Vorgänger H3 war die typische Langhauberkabine, die sich in ähnlicher Form beim größeren IFA H6 wiederfand, sowie die Umstellung auf einen Vierzylinder-Dieselmotor. 1957 wurde mit dem H3S eine Weiterentwicklung mit modifiziertem Getriebe und dadurch gesteigerter Höchstgeschwindigkeit von 74 km/h vorgestellt, von der allerdings nur wenige Exemplare gebaut wurden. 1958 begann die Produktion des optisch ähnlichen Nachfolgemodells IFA S4000, dessen auf 4 Tonnen erhöhte Nutzlast und der 30 Zentimeter längere Radstand zu den größten Änderungen zählen. Vom H3A wurden bis 1958 über 30.000 Fahrzeuge hergestellt. Die Hauptexportländer waren dabei die Volksrepublik China und Bulgarien.

## Technik

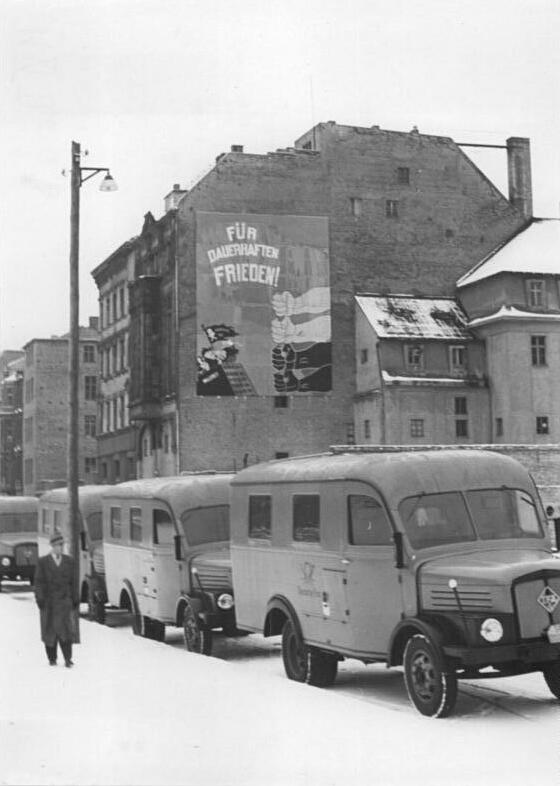
H3A-Kastenwagen der Deutschen Post

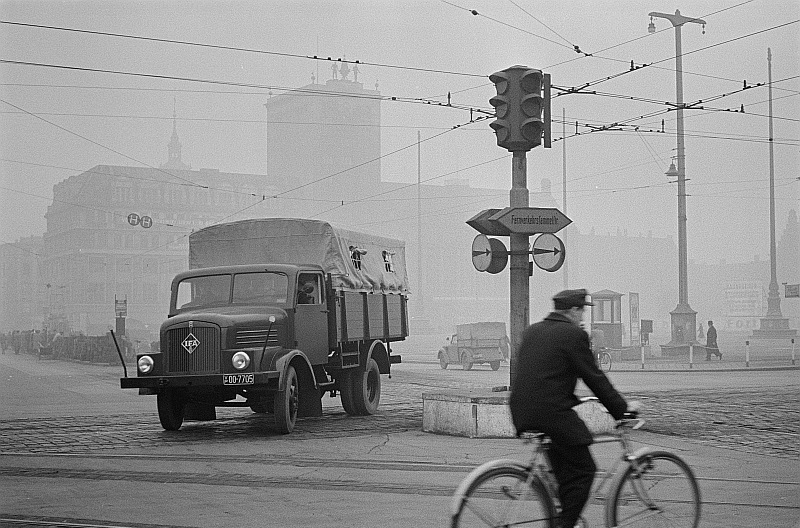
H3A von 1951 mit Horch- und IFA-Emblemen

Der H3A hat zwei Achsen und wird über eine Kardanwelle hinterradgetrieben. Als Schwachpunkt galt die nur dreifach gelagerte Kurbelwelle mit vier angeschraubten Gegengewichten. Ab 1956 wurde eine fünffach gelagerte Kurbelwelle verwendet. Als Einspritzpumpe versieht die IFA-Einheitspumpe ihren Dienst. Für den Export wurde ab 1956 parallel der H3S gebaut. Diese Sonderausführungen verfügte über H6-/G5-Getriebe, Druckluftbremsen und längeren Radstand.
- Motor: 4-Zylinder-Dieselmotor mit 80 PS und 6024 cm³ Hubraum
- Kühlung: Wasser
- Getriebe: 5-Gang-Wechselgetriebe mit Klauenschaltung
- Zulässige Nutzmasse: 3,5 t
- Höchstgeschwindigkeit auf der Straße: ca. 70 km/h
- Ausführungen / Aufbauten: Kipper, Koffer, Pritsche mit Plane, verschiedene Feuerwehrfahrzeuge und andere

## Einsatz und Verwendungsgebiete

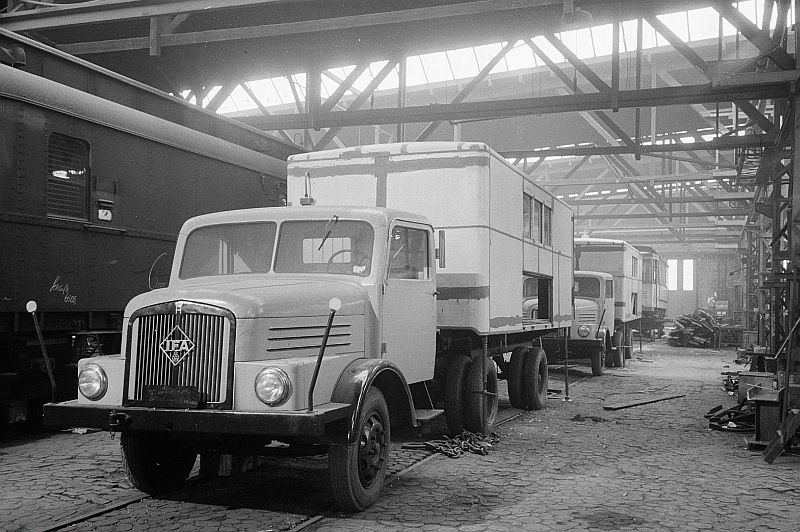
H3A als Sattelzug

Der Lkw war überwiegend für den zivilen Einsatz bestimmt. Er wurde jedoch auch von Volkspolizei und der kasernierten Volkspolizei, später von der NVA, eingesetzt. Durch seine vielfältigen Aufbauvarianten, unter anderem als Pritschenlaster, Dreiseitenkipper, Möbelkofferwagen, Straßenzugmaschine oder auch Sattelauflieger, war der H3A in der damaligen DDR ein unumstrittener Fortschritt der Technik. So wurde beispielsweise der H3A-Tankwagen als Solomaschine und als Sattelzugfahrzeug hergestellt. Für das Rote Kreuz wurden Sonderaufbauten zum Krankentransport gefertigt, ebenso für die Post als Kastenwagen und für die Feuerwehren mit mehreren Aufbauherstellern zum Löschgruppenfahrzeug, Tanklöschfahrzeug, Schlauchwagen und Gerätewagen.
Im Spätherbst 1956 wurde eine Erprobungsfahrt durch Tibet mit auf Anthrazitgas umgestellten H3S-Fahrzeugen durchgeführt, um die Eignung für einen Export nach China zu erproben. Dabei wurde festgestellt, dass die Fahrzeuge für die dort auftretenden Temperaturen von weniger als −20 °C nicht geeignet sind. Ein mitgeführter Diesel-H3S musste nachts regelmäßig gestartet werden, um ein zu starkes Auskühlen zu verhindern. Abgesehen davon bewährten sich die Fahrzeuge jedoch gut und stellten ihre Robustheit unter Beweis. Wenig später zählte China zum größten Abnehmer der Fahrzeuge.

## Aufbauten im Detail

### H3A als Feuerwehrfahrzeug
Die Nutzung des H3A für Feuerwehrfahrzeuge in der DDR erfolgte in verschiedenen Aufbauten, so als Löschfahrzeug, Tanklöschfahrzeug, Rettungsgerätewagen, Schlauchkraftwagen, Kommandowagen oder auch als Einsatz-Lastkraftwagen.

### Horch Z3

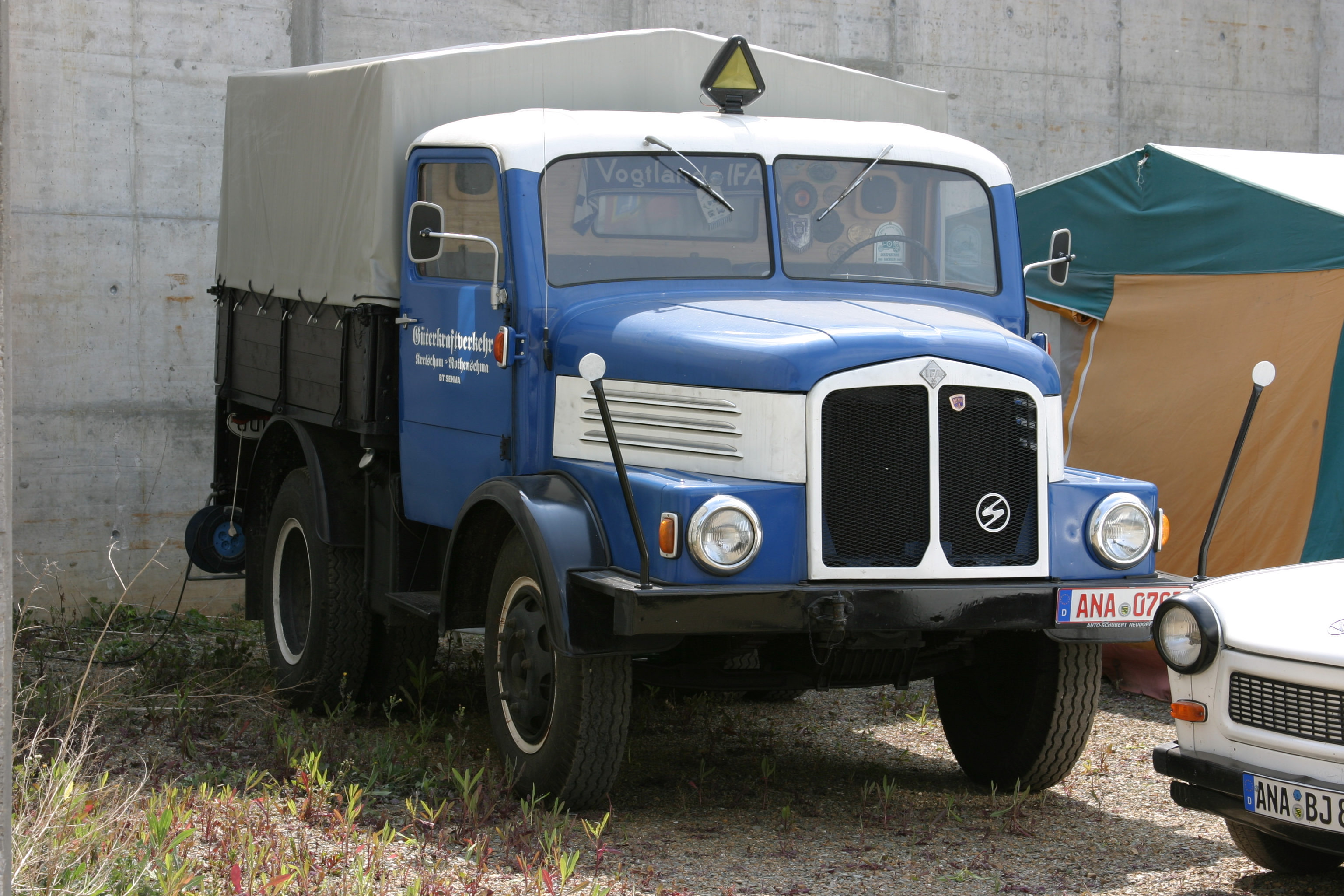
Z3, hier mit IFA- und Sachsenring-Emblemen

Basierend auf dem H3A entstand 1952 die Zugmaschine Z3 mit kurzem Radstand von 2500 Millimetern. Das Fahrzeug wurde bis 1958 in nur geringer Stückzahl gebaut. Mit dem 80 PS leistenden Horch-Motor EM 4-20 war das Fahrzeug jedoch untermotorisiert.

### Horch H3B

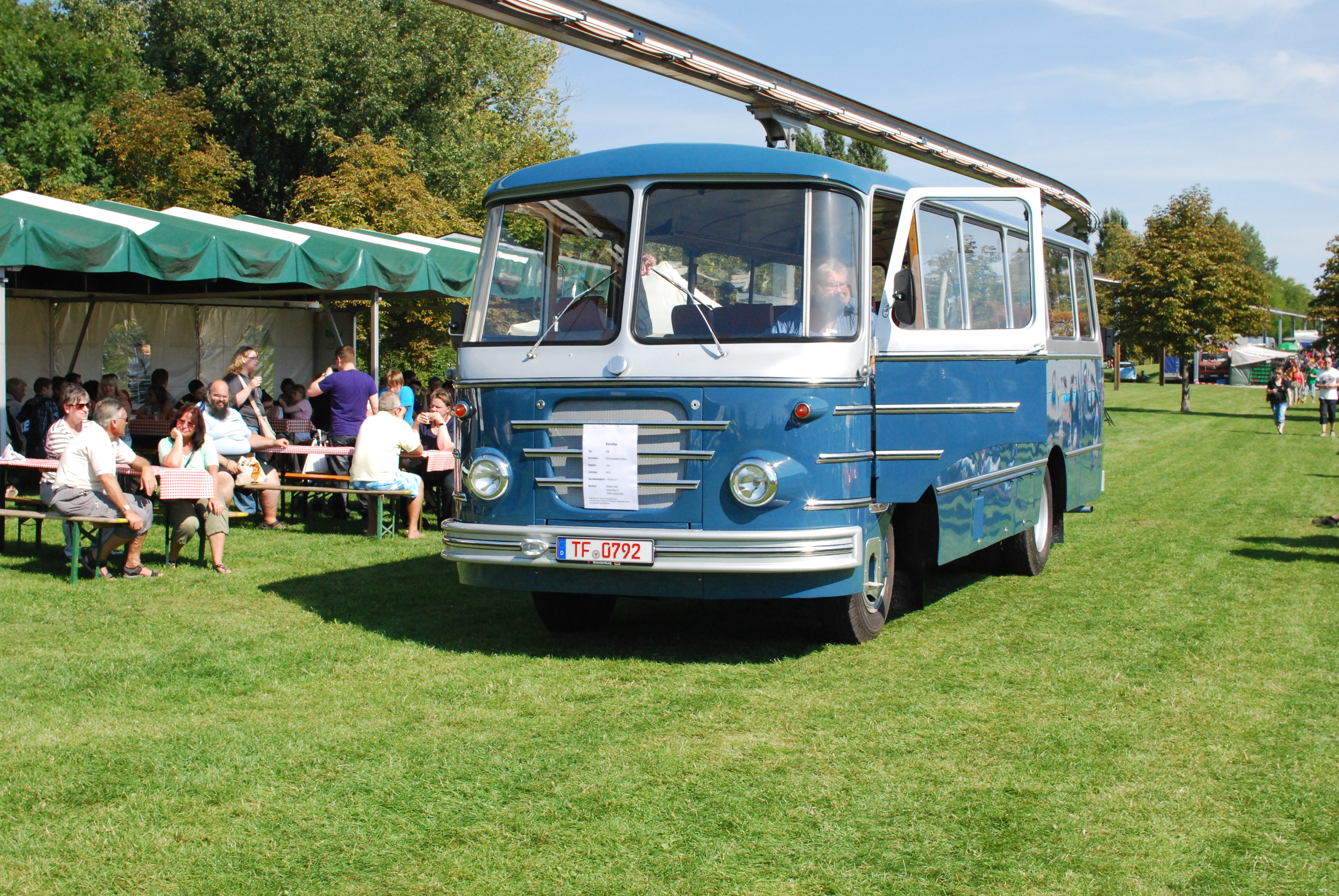
Reisebus H3B

Der Frontlenker H3B (für Horch, 3 t Nutzlast, Bus) basierte auf Baugruppen des H3A, die an einem Tiefrahmenfahrgestell für Omnibusse verbaut wurden. In der Zeit von 1952 bis 1958 entstanden neben einigen hundert Omnibussen auch einige Lkw-Kofferwagen, die oft als Möbeltransporter Verwendung fanden.